# Arnold Sucher
Arnold Sucher (* 10. März 1898 in Klagenfurt; † 30. April 1983 in Wien) war ein österreichischer Jurist und Politiker und von 1936 bis 1938 Landeshauptmann von Kärnten in der Landesregierung Sucher.

## Leben
Arnold Sucher besuchte das Klagenfurter Gymnasium. Im Ersten Weltkrieg war er im Kärntner Infanterieregiment Nr. 7 eingerückt, das er 1919 als Leutnant mit der Silbernen Tapferkeitsmedaille I. Klasse ausgezeichnet verließ. Danach studierte er in Graz Jus. 1921 schloss er das Studium ab. Ab 1926 war er Richter am Bezirksgericht Villach, ab 1929 am Bezirksgericht Klagenfurt.
Im November 1933 wurde Sucher Landesleiter der Vaterländischen Front. 1934 wurde er von Ludwig Hülgerth zum Landesstatthalter von Kärnten (entspricht dem heutigen Landeshauptmannstellvertreter) ernannt; im selben Jahr heiratete er Elisabeth Maria Hermana Bleschin. Als Hülgerth 1936 Vizekanzler der Bundesregierung wurde, folgte ihm Sucher am 3. November erst 38-jährig auf dem Posten des Landeshauptmannes von Kärnten nach. Diese Funktion hatte er bis zum 11. März 1938 inne, als er im Zuge des „Anschlusses“ vom Nationalsozialisten Wladimir von Pawlowski abgelöst wurde. 
Nach kurzer Inhaftierung verbrachte Sucher die Zeit des Nationalsozialismus in Wien als Konzipient in einer Rechtsanwaltskanzlei. Nach dem Zweiten Weltkrieg beteiligte sich Sucher am Aufbau des Wiener Justizwesens. Von 1963 bis 1966 war er Vizepräsident, von 1966 bis 1968 Präsident des Oberlandesgerichts Wien.
Er war Mitglied der katholischen Studentenverbindung AV Austria Graz.

## Weblink
- Eintrag zu Arnold Sucher im Austria-Forum (im AEIOU-Österreich-Lexikon)